# سید انور رحمتی
سید انور رحمتی یکی از شخصیت‌های تأثیرگذار جامعهٔ شیعه و هزاره در افغانستان است. او در سال ۱۳۳۸در ولایت بامیان به دنیا آمد و فعالیت‌های سیاسی خود را نیز از همان ولایت آغاز کرد. وی از جمله اعضای شورای تصمیم‌گیری سازمان نصر در ولایت بامیان و عضو شوری مرکزی و رئیس ارکان قول اردوی حزب وحدت اسلامی افغانستان بود، طوری که در تمام دوره‌های بعد از انقلاب اسلامی افغانستان سهمی فعال و تأثیرگذار در جریان‌های سیاسی این کشور داشته‌است. اولین مسؤولیت مهم سید انور رحمتی، عضویت در شورای تصمیم‌گیری و مسؤولیت نظامی ولسوالی یکه‌ولنگِ ولایت بامیان به‌طور مشترک با حاجی علی بخش علی یار در ۲۶سالگی بود. مدیریت مؤثر جنگ‌های متعدد و موفقیت‌های نظامی و سیاسی او در طول دوران جهاد، وی را به رتبه دگر جنرالی و موقف‌های مهم سیاسی در حزب وحدت اسلامی افغانستان و دولت‌های آینده رساند. با آمدن فصل نو سیاسی بعد از فروپاشی حاکمیت رژیم طالبان رتبه نظامی‌اش را با رتبه ملکی تعدیل کرد و روی فعالیت‌های فرهنگی و سیاسی تمرکز نمود. سید انور رحمتی مؤسس مؤسسه فرهنگی-اجتماعی «مهر» و و صاحب امتیاز و مدیر مسئول هفته نامهٔ «بهار» بوده و عضویت لویه جرگه‌های اضطراری و تصویب قانون اساسی و همهٔ لویه جرگه‌های مشورتی را داشته‌است. او بعد از مسؤولیتش در یکه‌ولنگ از سال ۱۳۶۶ تا کنون، به ترتیب به حیث مسؤول سیاسی-نظامی سازمان نصر در ولایت بامیان، عضو شورای مرکزی حزب وحدت اسلامی افغانستان، رئیس ارکان قول اردوی حزب متذکره، سخن‌گو و مسؤول روابط عمومی و مذاکرات این حزب، رئیس دفتر معاون دوم ریاست جمهوری (دوره حامد کرزی)، والی ولایت‌های سرپل و غور و رئیس دفتر معاونت دوم ریاست جمهوری (دوره محمد اشرف غنی) کار کرده و متعاقباً به حیث والی دایکندی و بامیان ایفای وظیفه نموده‌است.

## زندگی شخصی
خانواده: پدرش سید رحمت، مردی متدین و زراعت پیشه بود که مردم صداقت و همت‌اش را می‌ستودند و مادرش جواهر، خانم خانه. آرزوی پدر این بود که فرزند ارشدش به مکتب برود تا در آینده کارمند دولت شود. هرچند در زندگی به آرزویش نرسید و در جریان قیام مردمی بر ضد تجاوز اتحاد جماهیر شوروی در میدان هوایی بامیان ناپدید شد. پدرش شهید پیشگامیست که اگر قبری داشته باشد، گمنام است. از او شش پسر و یک دختر بجا مانده‌است. سید انور رحمتی یک‌بار ازدواج کرده و همسرش حمیده حسنی نیز خانم خانه است. آنها هفت فرزند دارند: سه پسر و چهار دختر.
اوایل زندگی و تحصیلات: سید انور رحمتی در سال ۱۳۳۸ در ولسوالی یکه‌ولنگ ولایت بامیان به دنیا آمد. وی همزمان با فراگیری علوم دینی، دورهٔ ابتدائیه و متوسطه را در لیسه مرکز ولسوالی یکه‌ولنگ به پایان رسانید. و برای ادامه تعلیمات خویش به ولایت هرات رفت و دوره لیسه را در لیسه زراعت این ولایت تکمیل کرد. او تحصیلات عالی‌اش را بعد از تشکیل دولت جدید در رشته علوم سیاسی، در دانشگاه گوهرشاد به اتمام رسانید.

با اشغال کشور توسط اتحاد جماهیر شوروی، قبل از ورود به دهه سوم زندگی‌اش به صفوف مجاهدین پیوست و با عبدالعلی مزاری آشنا شد. بعد از سه ماه آموزش عکاسی و فیلم‌برداری کارش را با مجاهدین آغاز نمود و چندین مأموریت در کابل و سایر نقاط کشور انجام داد. در مرحلهٔ بعد، با سپری نمودن یک ماه تمرینات فشرده چریکی فعالیت‌های نظامی را شروع کرد و در جریان اولین ماموریتش در ولایت میدان‌وردک با ضرب گلوله به شدت زخمی و بیشتر از یک ماه بستری ماند. بعد از مدتی به یکه‌ولنگ برگشت و نارضایتی مردم از شورای اتفاق که قدرت حاکم در منطقه بود، به او و همکارانش انگیزه بیشتر داد تا فعالیت‌هایشان را در چوکات سازمان نصر افغانستان آغاز و با گذشت مدتی علنی کنند. وی و همکارانش توانستند با آگاهی و رضایت قدرت حاکم به صورت نظامی در منطقه‌ای مستقر شوند. و در نهایت، طی یک عملیات غافل‌گیرانه و بدون درگیری، کنترل یگه‌ولنگ را در در دست بگیرند و سازمان نصر را به عنوان قدرت اول سیاسی، اجتماعی و نظامی در یکه‌ولنگ استقرار ببخشند.

## زندگی نظامی-سیاسی مرحله اول
مسؤولیت نظامی یکه‌ولنگ: یکه‌ولنگ توسط یک شورای تصمیم‌گیری پنج عضوی اداره می‌شد و در چوکات آن بخش‌های نظامی، امنیتی، قضایی و اداری فعالیت می‌کرد. آقایان شیخ محمد رضا مقدسی، شیخ محمد رضا سعیدی، شیخ علی محمدی، حاجی علی بخش علی یار و سید انور رحمتی، اعضای شوری تصمیم‌گیری سازمان نصر در ولسوالی یکاولنک بودند. مسؤولیت نظامی آن به صورت مشترک بدوش آقای علی‌یار و سید انور رحمتی برمی‌گشت. وی این مسؤولیت را از سال ۱۳۶۴ تا ۱۳۶۶ هجری به دوش داشت. با کمک و پشتیبانی قوی مردم و ایجاد یک ساختار کوچک، منسجم و منظم شبه دولتی، یکه‌ولنگ به عنوان یک منطقه خودمختار عمل می‌نمود. موقعیت استراتژیک و حیاتی این ولسوالی و حاکمیت نیرومند نظامی-سیاسی سازمان نصر در این منطقه، به یکه‌ولنگ امکان تأثیرگذاری و حمایت از مناطق همجوارش را نیز می‌داد.
مسئول سیاسی-نظامی مرکز ولایت بامیان: با توجه به استعداد سیاسی و نظامی‌اش، وی از سال ۱۳۶۶ تا تشکیل حزب وحدت اسلامی افغانستان در سال ۱۳۶۸ به حیث مسؤول سیاسی-نظامی سازمان نصر افغانستان در ولایت بامیان ایفای وظیفه نمود. در سال ۱۳۶۹، بر اساس دعوت شورای سراسری فرماندهان جهادی، در رأس بیش از هفتاد تن فرماندهان ارشد حزب وحدت اسلامی افغانستان، در سومین اجلاس سراسری فرماندهان جهادی افغانستان در ‹‹ژور›› اشتراک نمود.
عضویت شورای مرکزی: سید انور رحمتی در سال ۱۳۷۰ به عضویت شورای مرکزی حزب وحدت اسلامی افغانستان درآمد و به‌طور عمده در حوزه‌های سیاسی، روابط عمومی و نظامی فعالیت نمود. در سال ۱۳۷۴ او برای دو سال مسؤولیت سخنگویی حزب وحدت را به عهده گرفت. در این دوره بخش عمدهٔ مسئولیت‌ها و فعالیت‌هایش در حوزه‌های سیاسی، نظامی و مذاکره با جوانب مختلف به منظور رسیدن به یک راه حل معقول و منطقی برای مدیریت و رفع بحران و تأمین صلح پایدار در کشور بود. به گونه ای که مسئولیت اولین مذاکره مستقیم با طالبان را در سال ۱۳۷۵ در ولایت میدان‌وردک بر عهده داشت و در تمامی مذاکرات پس از سال‌های ۱۳۷۵ با دولت برهان الدین ربانی، جانب حزب وحدت اسلامی افغانستان را نمایندگی نمود.
مهاجرت: پس از سقوط ولایت بامیان به دست طالبان، مانند بسیاری از هموطنان راهی هجرت شد و به همراه خانواده‌اش مدت پنج سال را در ایران و پاکستان سپری نمود. زندگی وی در مهاجرت با اشتغال در فعالیت‌های فرهنگی گذشت.
بازگشت به کشور: به دنبال سرنگونی رژیم طالبان و بازگشت به کشور، با همکاری جمعی از فرهنگیان، مؤسسه فرهنگی، اجتماعی «مهر» و هفته نامه «بهار» را راه اندازی نمود. وی از سال ۱۳۸۱ تا ۱۳۸۵ رئیس مؤسسه فرهنگی، اجتماعی ‹‹مهر›› و صاحب امتیاز و مدیر مسؤول هفته نامه ‹‹بهار›› بود. او در لویه جرگه اضطراری و لویه جرگه قانون اساسی به عنوان نماینده جامعهٔ مدنی بامیان و نماینده منتخب شهریان کابل حضور داشت. در جریان لویه جرگه قانون اساسی از موضع خویش مبنی بر دو زبانه بودن سرود ملی افغانستان عقب ننشست، هرچند اکثریت یازده نفر از هم‌نظرانش در نهایت عقب‌نشینی کردند.

## زندگی سیاسی، مرحله دوم
ریاست دفتر: هر چند مرحله دوم زندگی سیاسی سید انور رحمتی با اشتراک در دو لویه جرگه آغاز گردید، او در تاریخ ۰۱ حوت ۱۳۸۵ وارد ساختار سیاسی دولت جمهوری اسلامی افغانستان شد. رتبه نظامی دگر جنرال را با رتبه ملکی تعدیل نمود و به عنوان رئیس دفتر معاونت دوم ریاست جمهوری آغاز به کار کرد. وی تا ۱۵ ثور ۱۳۸۹ به مدت بیشتر از چهار سال در این سمت باقی ماند. و در زمینه تسهیل روند آموزشی نسل جوان و جذب آنها در چوکات حکومت، دست‌آوردهای خوبی داشت. در زمان ریاست وی، در کل، رابطه مردم و سایر بخش‌های دولت با معاونت دوم ریاست جمهوری بسیار خوب ارزیابی می‌گردید.
ولایت سرپل: سید انور رحمتی از تاریخ ۱۷ ثور ۱۳۸۹ تا ۱۱ حمل ۱۳۹۱ به حیث والی ولایت سرپل ایفای وظیفه نمود. کارهای مهمی که در زمان مسؤولیت وی در سرپل انجام شد شامل امضای قرارداد استخراج نفت این ولایت، تطبیق پروژه‌های توسعهٔ و زیربنایی و برقراری امنیت در سراسر این ولایت می‌باشد. یکی از ویژگی‌های رحمتی بازدید رسمی وی از تمام ولسوالی‌های ولایاتی است که در آنها مسؤولیت داشته و سرپل هم از این قاعده مستثنا نبوده‌است. او از تمامی ولسوالی‌های این ولایت بازدید نمود که در میان آنها بلخاب شاهد اولین والی بود که به این ولسوالی سفر کرده بود. با این حال، وی سرپل را با دسیسه سازی یک عده ترک کرد. عده‌ای از مردم توسط احزاب سیاسی تحریک شدند. موضوع توزیع پول ورثه شهدا بود، چنانچه تعدادی از اشخاص با نفوذ محلی با داشتن دو صد و حتی نه صد عدد کارت شهید، می‌خواستند پول ورثه شهدا را بگیرند. سید انور رحمتی در مصاحبه‌ای با روزنامه هشت صبح در پاسخ به این سؤال که عامل تظاهرات اخیر در این ولایت چیست؟ گفت: شاید یک کوتاهی من این باشد که من اهل رشوه و معامله نیستم. من باج نمی‌دهم؛ زیرا که برای خودم کار نمی‌کنم. چگونه با قوت لایموت خانواده‌های شهدا را معامله کنم! این کشور فقیر که دستش تا چند نسل برای کمک دراز است، آن وقت من باج بدهم که چه. که والی بمانم. که بترسم. که با دزدها، دهن جوال بگیرم. که در برابر وجدان‌های پاک و فرزندان مؤمن و صدیق این کشور شرمنده شوم. من ترجیح می‌دهم که والی باج ده نباشم. اگر والی باشم، با عزت و افتخار یک مجاهد بمانم، که با خون و شرف خود از این خاک دفاع کرد و حال می‌خواهد در بازسازی و نوسازی جامعه اش به جهاد اکبر بپردازد
ولایت غور: دومین تجربه ولایت سید انور رحمتی، غور است. او در تاریخ ۰۲ اسد ۱۳۹۱ به عنوان والی ولایت غور منصوب گردید. غور اما برای اولین بار یک والی شیعه را تجربه می‌کرد. با این حال خداحافظی رحمتی از غور در ۰۸ سرطان ۱۳۹۴ با تقدیر رسمی همه همکاران و موافقان و حتی مخالفان وی همراه بود، و تا تقدیر ولسی جرگه شورای ملی هم رسید. او در روز آغاز به کارش دو وعده به مردم داد؛ بهبود وضعیت امنیتی و برخورد یکسان با همه، و به خوبی به این دو وعده عمل کرد. در بخش امنیتی مدیریت جنگ‌های پسابند و چارسده از اهمیت خاصی برخوردار است: جنگ‌هایی که مدیریت مؤثر اداره محلی و حمایت قاطع دولت مرکزی شکست بسیار سختی به طالبان داد. حالانکه در روزهای اول جنگ سیصد تن از نیروهای مسلح در تعمیر فرماندهی پولیس ولسوالی چارسده محاصره بودند و جز امیدواری راه دیگری نداشتند. در دوره وی، تولی اردو به کندک ارتقا یافت، کندک نظم عامه، پولیس محلی و قطعات خاص پولیس هم در غور جا گرفتند. برعلاوه، کارهای زیادی روی فراهم آوردن تجهیزات و تعلیم و تربیه پولیس صورت گرفت. شفاخانه صد بستر اساسی ولایت و تمام جاده‌های آسفالت در زمان رحمتی ساخته شدند و در کل، ۶۷۴ پروژه خورد و بزرگ به ارزش مجموعی ۱۷۹۷۷۹۹۵۱ دالر تکمیل گردیدند. در نتیجه، می‌توان غور را یک تجربه خوب برای رحمتی و بالعکس دانست.
مشاور ارشد سیاسی و روابط امور بین‌المللی: بر اساس نظر محمد اشرف غنی رئیس‌جمهوری اسلامی افغانستان، والیان دولت قبلی نمی‌توانستند به کارشان به عنوان والی ادامه بدهند. بدین ملحوظ، سید انور رحمتی از غور خداحافظی کرد و بعد از مدتی در تاریخ ۲۹ میزان ۱۳۹۴ به عنوان مشاور سیاسی و روابط امور بین‌المللی معاونت دوم ریاست جمهوری آغاز به کار و تا ۲۵ اسد سال بعد در این پست ایفای وظیفه نمود.
ریاست دفتر: سید انور رحمتی در تاریخ ۲۶ اسد ۱۳۹۵ به حیث رئیس دفتر معاونت دوم ریاست جمهوری منصوب شد، اما اینبار در دوره معاونت سرور دانش و حکومت وحدت ملی. مثل دوره قبل برای ایجاد و برقراری ارتباط مؤثر بین مردم و دفتر معاونت دوم از یک سو و همچنان رابطه‌ای نزدیک بین سایر بخش‌های دولت و دفتر معاونت دوم از سوی دیگر، تلاش‌های زیادی نمود که به باور بسیاری این تلاش‌ها موفق و بی پیشینه بوده‌اند. وی بیشتر از دو سال در این پست باقی ماند.
ولایت دایکندی: او در ماه عقرب ۱۳۹۷ به عنوان والی دایکندی معرفی شد. بهبود ارائهٔ خدمات عمومی و حکومت‌داری، تطبیق پروژه‌های انکشافی مثل بند برق سوختوک و تصفیهٔ ولسوالی پاتو و تأمین امنیت ولایت دایکندی از جمله دست‌آوردهای او در مأموریت دوسالهٔ دای‌کندی است.
ولایت بامیان: سید انور رحمتی در ثور ۱۳۹۹ به حیث والی بامیان آغاز به کار کرد. مدت کار وی در بامیان ۱۴ ماه بود و در این مدت کارهای بنیادی زیادی در این ولایت صورت گرفت. مهم‌ترین آن‌ها، تأمین امنیت ولایت بامیان، منظوری شهر جدید بامیان با بودجهٔ ۲۰ میلیون دالر، منظوری میدان هوایی بین‌المللی شیبرتو و منظوری کمربند سبز بند امیر با بودجهٔ ۳۰٫۵ میلیون دالر و آغاز کار مقدماتی آن است. در مدت خدمت وی در این ولایت برنامهٔ جامع برای حفاظت از ساحات باستنانی ولایت بامیان نیز تطبیق شد.